# Gröpern 25 (Quedlinburg)

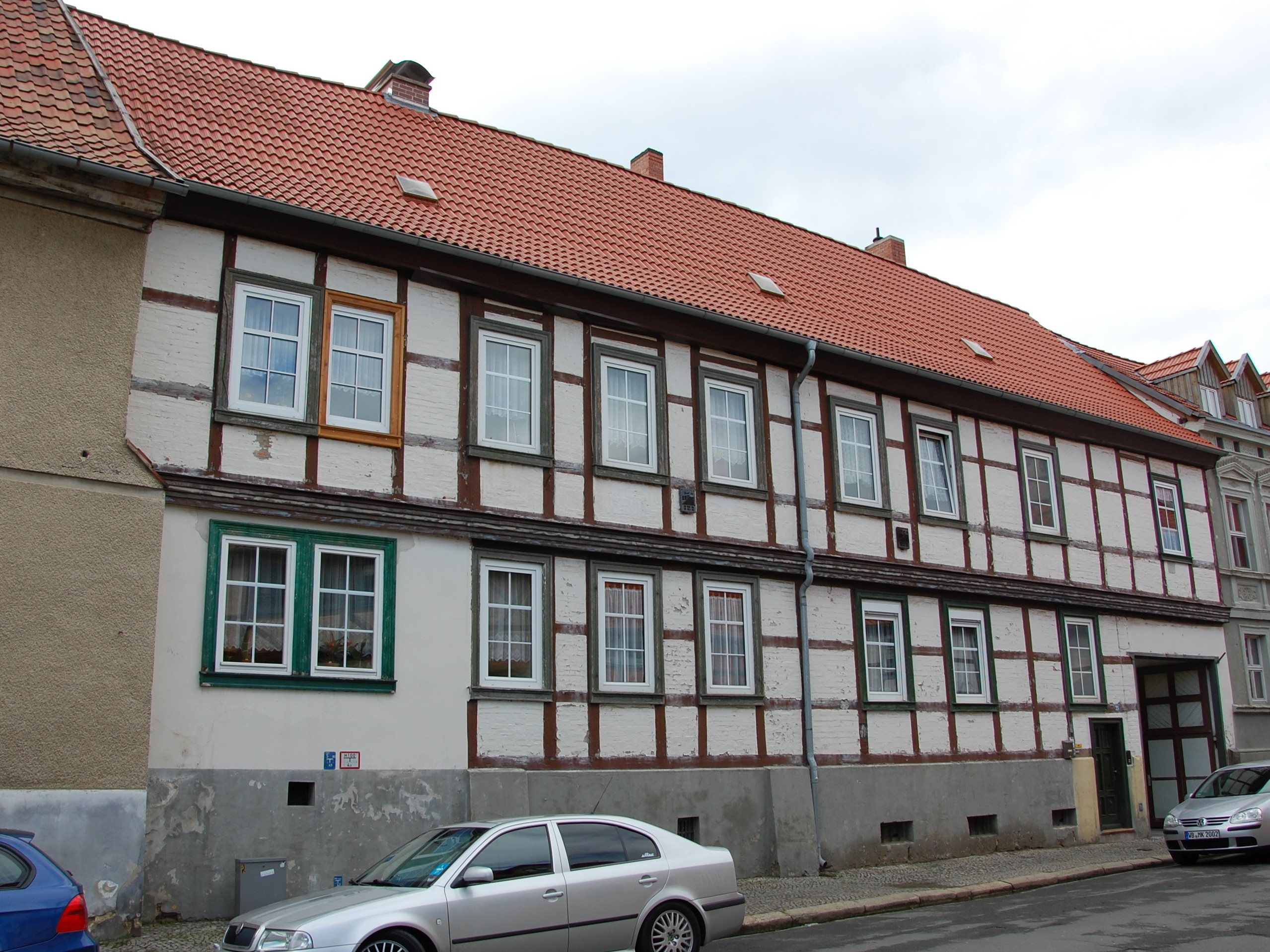
Haus Gröpern 25

Das Haus Gröpern 25 ist ein denkmalgeschütztes Gebäude in Quedlinburg in Sachsen-Anhalt.

## Lage
Das im Quedlinburger Denkmalverzeichnis als Ackerbürgerhaus eingetragene Gebäude befindet sich nördlichen der Quedlinburger Altstadt auf der Ostseite der Straße Gröpern. Es gehört zum UNESCO-Weltkulturerbe. Nördlich grenzt das gleichfalls denkmalgeschützte Haus Gröpern 24, südlich das Haus Gröpern 26 an.

## Architektur und Geschichte
Das zweigeschossige barocke Fachwerkhaus entstand in der Zeit um 1800. In der Südhälfte des breiten Hauses befindet sich eine Hausdurchfahrt. Auf der Nordseite des Hofs besteht ein gleichfalls in Fachwerkbauweise für Wohnzwecke errichteter Gebäudeflügel, der mit einem Mansarddach bedeckt ist. 